# Будей (Тараклійський район)
Буда́й (рум. Budăi) — село в Тараклійському районі Молдови, є центром комуни, до якої також належить село Дерменджи.
Село розташоване на річці Велика Салча.